# Oberheim

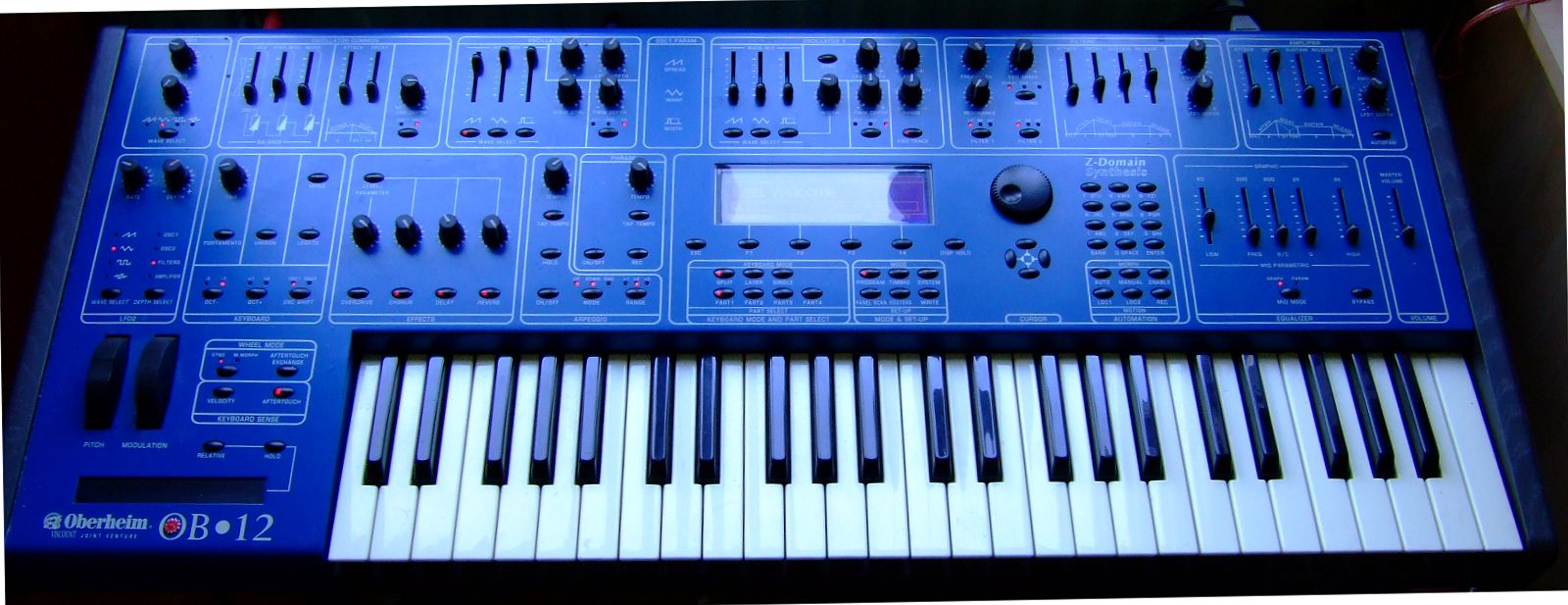
Oberheim OB-12

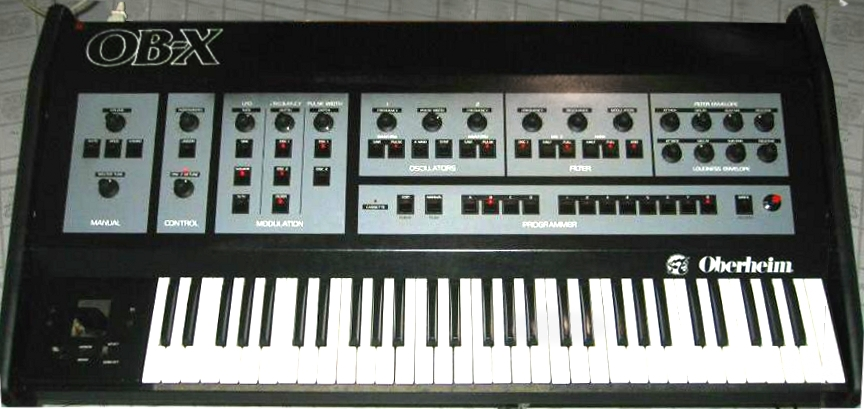
Oberheim OB-X

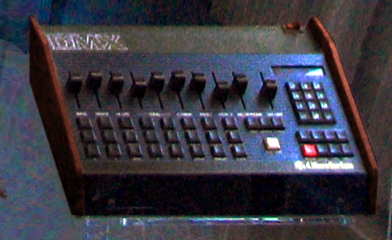
Oberheim DMX

Oberheim Electronics – nieistniejące już amerykańskie przedsiębiorstwo produkujące elektroniczne instrumenty muzyczne. 
Firma założona została w 1973 r. przez Toma Oberheima. Początkowo produkowała efekty elektroniczne i była dystrybutorem asortymentu ARP Instruments. Oberheim chcąc stworzyć coś niepowtarzalnego we wczesnym etapie rozwoju syntezatorów, przedstawił jeden z pierwszych analogowych sekwencerów - DS-2. Kolejnym krokiem milowym był modułowy syntezator analogowy SEM (Synthesizer Expansion Module). Następne, udoskonalane jego wersje posiadały większą polifonię. W 1979 r. przedstawiony został model OB-X. Firma działała do roku 1986, gdy została przejęta przez Gibson Guitar Corporation. Znak towarowy Oberheima był licencjonowany Viscount International SpA, włoskiemu producentowi cyfrowych organów. Firma ta wypuściła model OB12 oraz kilka efektów.

## Produkty
- 1974 - SEM
- 1974 - DS-2
- 1975 - 2 Voice
- 1975 - 4 Voice
- 1977 -  8 Voice
- 1978 - OB-1
- 1979 - Mini Sequencer
- 1979 - OB-X
- 1980 - OB-SX
- 1980 - DMX
- 1981 - DSX
- 1981 - OB-Xa
- 1982 - DX
- 1983 - OB-8
- 1984 - Prommer
- 1984 - Xpander
- 1984 - Matrix 12
- 1985 - Matrix 6
- 1986 - OB-Xk
- 1987 - DPX1
- 1987 - Matrix 1000
- 1994 - Echoplex Digital Pro
- 1994 - OB-Mx
- 2000 - OB-12